# Perlidae
Famille
Les Perlidae forment la plus importante famille des plécoptères qui représente 52 genres actuels et près de 1 000 espèces soit un tiers des plécoptères connus.
C'est un taxon polluo-sensible dont la présence témoigne d'une bonne qualité de l'eau.

## Classification
- Sous-famille Claasseniinae Sivec, Stark & Uchida 1988
  - Claassenia Wu, 1934

Sous-famille Acroneuriinae Klapálek 1914
- Tribu Acroneuriini Klapálek 1914
  - Acroneuria Pictet, 1841
  - Attaneuria Ricker, 1954
  - Beloneuria Needham & Claassen, 1925
  - Brahmana Klapálek, 1914
  - Calineuria Ricker, 1954
  - Caroperla Kohno, 1946
  - Doroneuria Needham & Claassen, 1922
  - Eccoptura Klapálek, 1921
  - Flavoperla Chu, 1929
  - Gibosia Okamoto, 1912
  - Hansonoperla Nelson, 1979
  - Hesperoperla Banks, 1938
  - Kalidasia Klapálek, 1914
  - Kiotina Klapálek, 1907
  - Mesoperla Klapálek, 1913
  - Niponiella Klapálek, 1907
  - Nirvania Klapálek, 1914
  - Perlesta Banks, 1906
  - Perlinella Banks, 1900
  - Schistoperla Banks, 1937
  - Sinacroneuria Yang & Yang, 1995
- Tribu Anacroneurini Stark & Gaufin 1976
  - Anacroneuria Klapálek, 1909
  - Enderleina Jewett, 1960
  - Inconeuria Klapálek, 1916
  - Kempnyella Illies, 1964
  - Kempnyia Klapálek, 1914
  - Klapalekia Claassen, 1936
  - Macrogynoplax Enderlein, 1909
  - Nigroperla Illies, 1964
  - Onychoplax Klapálek, 1914
  - Pictetoperla Illies, 1964

Sous-famille Perlinae Latreille 1802
- Tribu Neoperlini Enderlein 1909
  - Chinoperla Zwick, 1980
  - Furcaperla Sivec, 1988
  - Neoperla Needham, 1905
- Tribu Perlini Latreille 1802
  - Agnetina Klapálek, 1907
  - Dinocras Klapálek, 1907
  - Eoperla Illies, 1956
  - Etrocorema Klapálek, 1909
  - Kamimuria Klapálek, 1907
  - Marthamea Klapálek, 1907
  - Miniperla Kawai, 1967
  - Neoperlops Banks, 1939
  - Oyamia Klapálek, 1907
  - Paragnetina Klapálek, 1907
  - Perla Geoffroy, 1762
  - Phanoperla Banks, 1938
  - Tetropina Klapálek, 1909
  - Togoperla Klapálek, 1907
  - Tyloperla Sivec & Stark, 1988

Sous-famille indéterminée
- -  Helenoperla Sivec, 1997
  - Omanuperla McLellan, 1972

- - †Berekia Sinitshenkova, 1987 (fossiles)
  - †Chloroperloides Sinitshenkova, 1985 (fossiles)
  - †Dominiperla Stark & Lentz, 1992 (fossiles)
  - †Kaptsheranga Sinitshenkova, 1985 (fossiles)
  - †Pectinoperla Sinitshenkova, 1987 (fossiles)
  - †Perlitodes Sinitshenkova, 1987 (fossiles)
  - †Perlomimus Sinitshenkova, 1985 (fossiles)
  - †Savina Sinitshenkova, 1987 (fossiles)
  - †Trianguliperla Sinitshenkova, 1985 (fossiles)
  - †Tungussonympha Sinitshenkova, 1987 (fossiles)